# Edward Sharpe and the Magnetic Zeros
Edward Sharpe and the Magnetic Zeros è stata una band statunitense guidata da Alex Ebert, ex-cantante del gruppo power pop Ima Robot. Il gruppo, che deve il suo nome ad una figura messianica ideata da Ebert stesso, è formato da numerosi componenti (fino a 12) che ne fanno parte in modo più o meno stabile. Le loro canzoni, caratterizzate da elementi rock, folk, gospel, fino al rock psichedelico, nonché il loro stile richiamano fortemente il movimento hippie che ha caratterizzato gli anni sessanta e settanta.

## Storia
Dopo aver rotto la relazione con la sua fidanzata, Ebert iniziò a scrivere un libro che trattava di una figura messianica chiamata Edward Sharpe. Secondo Ebert, Sharpe «era stato mandato sulla Terra per guarire e salvare l'umanità... ma continuava a farsi distrarre dalle donne e a innamorarsi». Successivamente Ebert incontrò la cantante Jade Castrinos in un caffè di Los Angeles. Nell'estate del 2009, con il nome Edward Sharpe & the Magnetic Zeros, Ebert, Castrinos, e un gruppo di musicisti girò l'intero paese su un bus. La band ha registrato l'album di debutto, Up from Below, a Laurel Canyon, prodotto da Aaron Older e Nico Aglietti. L'album è uscito il 7 luglio 2009.
Il 29 maggio 2012 esce il secondo album Here, presentato come il precedente al David Letterman Show, mentre il 23 luglio 2013 viene pubblicato il terzo album con titolo omonimo, Edward Sharpe and the Magnetic Zeros.

## Formazione

### Formazione attuale
- Alex Ebert – voce, chitarra, percussioni, pianoforte
- Nico Aglietti – chitarra, sintetizzatore, tastiere, voce
- Stewart Cole – tromba, percussioni, tastiera, tenore ukulele, voce
- Aaron Embry – tastiera, piano, voce
- Josh Collazo – batteria, percussioni, voce
- Orpheo McCord – percussioni, voce
- Nora Kirkpatrick – fisarmonica, voce
- Christian Letts – chitarra, voce
- Seth Ford-Young – basso, voce

### Componenti aggiuntivi
- Chris Richard – voce, percussioni
- Anna Bulbrook – viola, voce
- Tyler James – piano, voce
- Felix Bloxsom – batteria
- Nathaniel Markman – occasionalmente violino
- Ryan Richter – chitarra, lap steel
- Scott Ralston – tour manager
- Bryan Ling – manager

### Ex componenti
- Aaron Older – basso, voce, banjo, percussioni
- Jade Castrinos – voce, chitarra
- Tay Strathairn – piano, armonica a bocca, voce
- Michael Farfel – manager/presentatore

## Discografia

### Album
- 2009 – Up from Below
- 2012 – Here
- 2013 – Edward Sharpe and the Magnetic Zeros
- 2016 - PersonA

### EP
- 2009 – Here Comes EP

## Singoli
- 2009 – 40 Day Dream
- 2010 – Home
- 2010 – Janglin'
- 2010 – Memory of a free festival
- 2010 – Chickens in Love